# 達磨寺 (高崎市)
達磨寺（だるまじ; 英: Shorinzan Daruma Temple）は、群馬県高崎市にある黄檗宗の寺院。鼻高丘陵の北斜面に位置する禅寺である。山号は少林山。縁起だるま発祥の地とされ、少林山七草大祭だるま市（高崎のだるま市）で知られる。また建築家ブルーノ・タウトが2年ほど過ごし、助監督時代の黒澤明が脚本化した「達磨寺のドイツ人」の舞台でもある。「上毛かるた」では、「縁起だるまの　少林山」として「え」の札に採録されている。

## 歴史
1881年（明治14年）6月14日の火災によって寺院と共に古文書の大半が焼失してしまい、創建などの詳細については不詳となってしまった。(田島武夫 1973)によれば、（戦時に供出されてしまった）煩鐘の鐘銘に「正徳2年壬竜猛夏仏生日洞山卅六世少林二世天湫出撰」と記載があったと指摘し、正徳2年には成立していたと考えてよいとしている。
一説には元禄10年（1697年）に前橋藩主・酒井雅楽頭忠挙が渡来僧の東皐心越禅師を迎えて建てられたという。また『上野国史』では享保7年（1722年）に前橋城主・酒井雅楽頭忠知の懇請をいれて開山水府公護持の霊符を謹請し鎮護国家・武運長久の祈願所としたとある。また一説には古くからこの地に観音堂があり、延宝年間（1673年～1681年）この地を訪れた一了が達磨禅師の像を彫って安置したと言う。といった具合に諸説様々である。
当初は曹洞宗であったが、明治になって黄檗宗に改まった。
縁起だるま発祥の地としても知られ、境内の達磨堂には日本各地のだるまが展示されている。また、毎年1月6日から7日にかけて少林山七草大祭だるま市が開催される。九代目の東嶽禅師が、天明の大飢饉（1783年～1787年）により窮乏した村人を救うため、一筆だるまのお札をもとに張り子だるまの作り方を教えたのがだるま市の始まりとされる。

## 文化財
- 洗心亭（県指定史跡）[2] - 日本建築の紹介者ブルーノ・タウト夫妻が1933年（昭和8年）から滞在し著作に専念した場所で、1936年（昭和11年）にイスタンブールに移り住むまでの期間を過ごした[2]。
- 達磨大師立像（市指定文化財）

## 参考画像

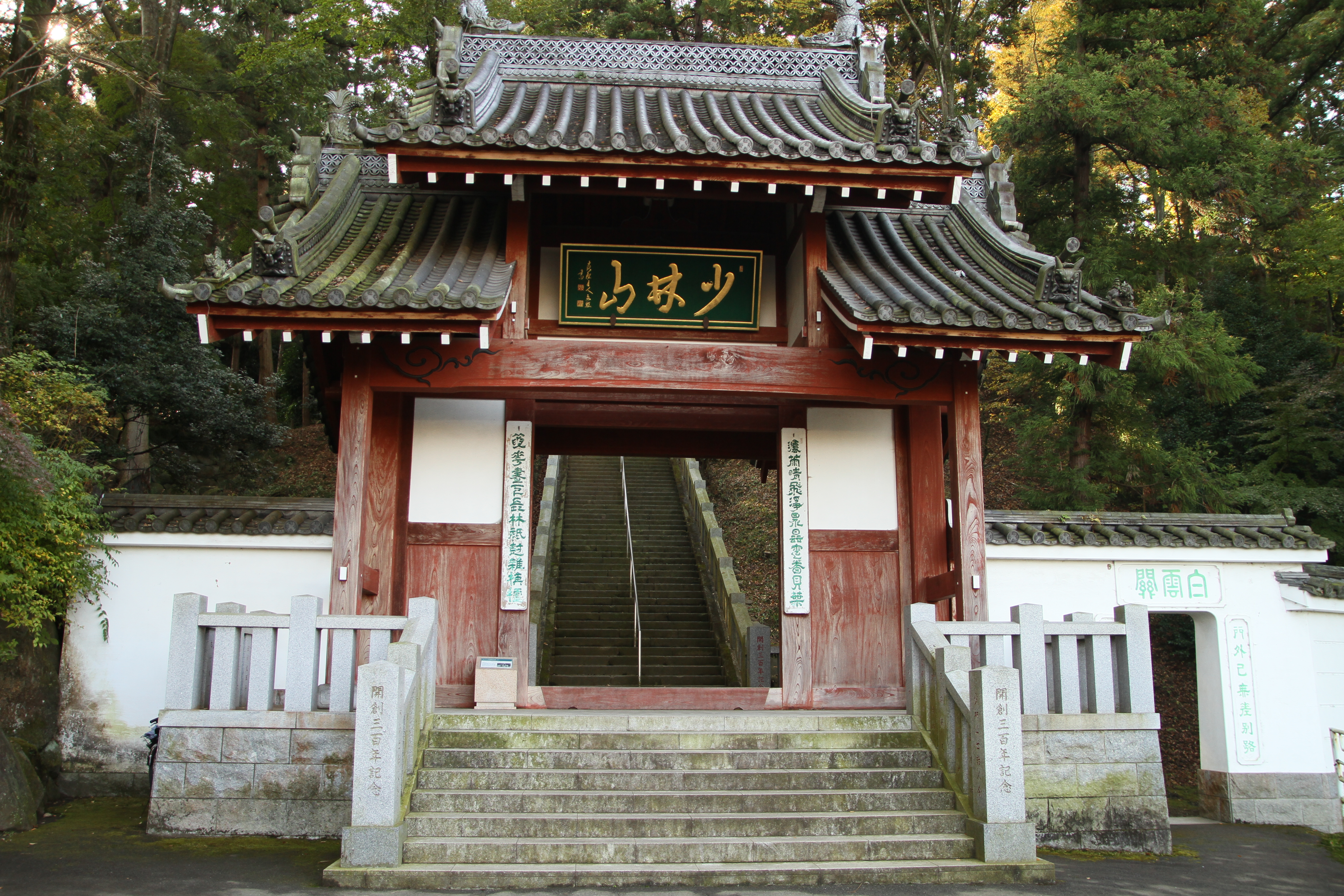
総門
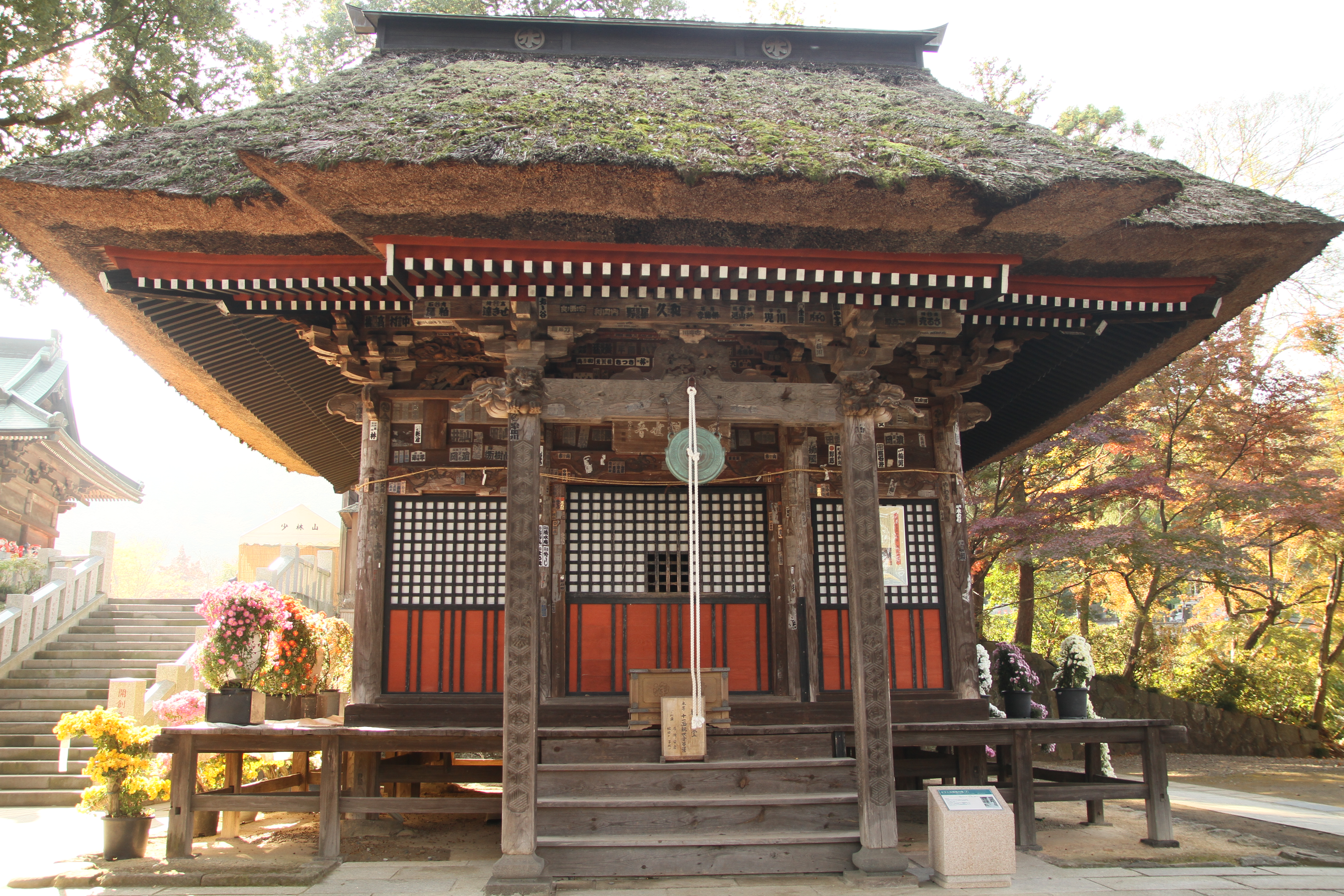
観音堂
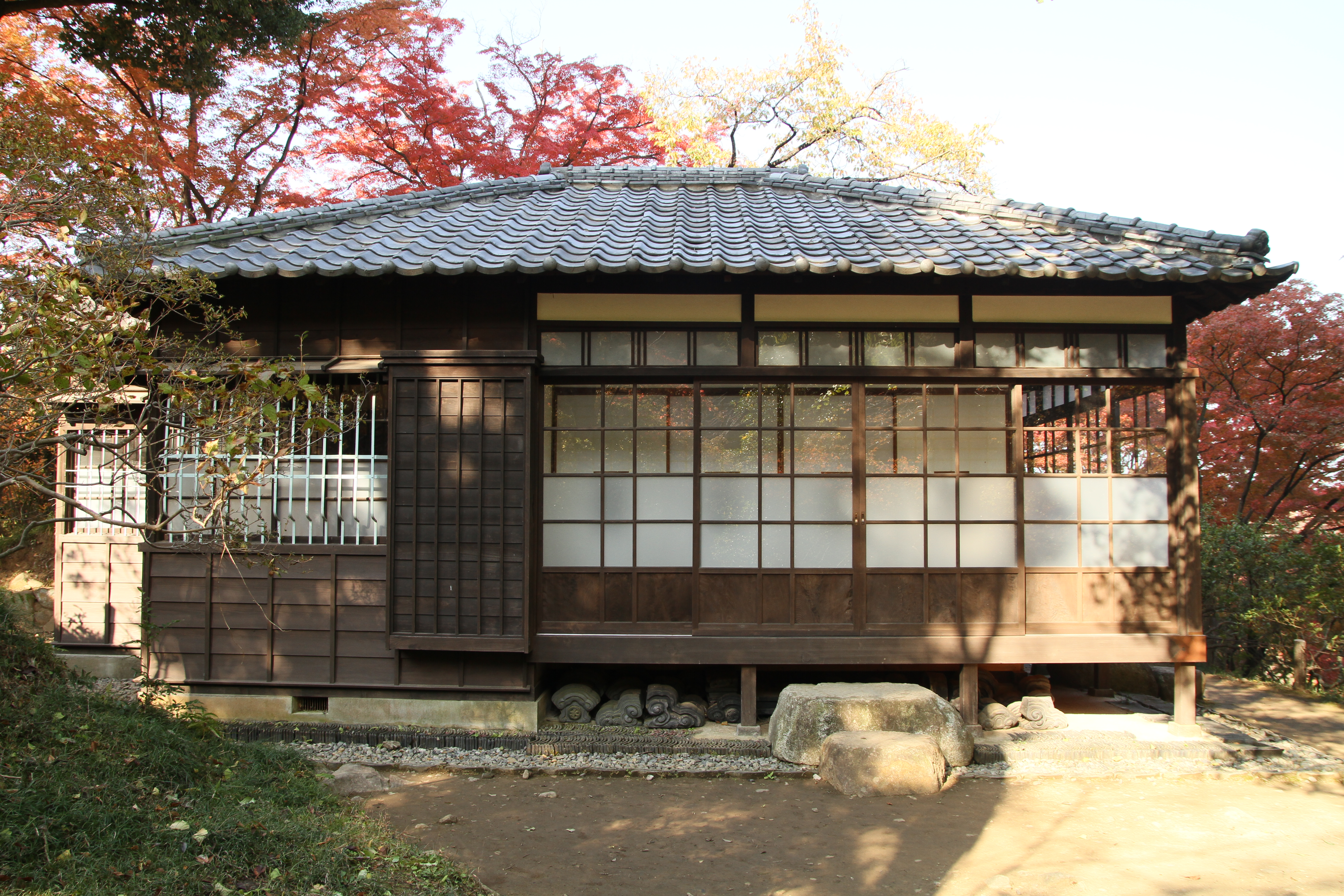
洗心亭

## 交通アクセス
- 関越自動車道前橋ICから20分、高崎ICから30分。
- 上信越自動車道藤岡ICから30分、松井田妙義ICから35分。
- JR高崎線高崎駅からタクシーで15分、高崎市内循環バスぐるりん少林山線で20分。
- JR信越本線群馬八幡駅からタクシーで5分。